# Sašo Grajf
Aleksandar Grajf detto Sašo (Maribor, 25 giugno 1965) è un allenatore di biathlon ed ex sciatore nordico sloveno attivo sia nello sci di fondo sia nel biathlon. Fino alla dissoluzione della Jugoslavia (1991) gareggiò per la nazionale jugoslava.

## Biografia

### Carriera nello sci di fondo
Iniziò praticando lo sci di fondo: prese parte a due edizioni dei Giochi olimpici invernali, Sarajevo 1984 (48º nella 15 km) e Calgary 1988 (44º nella 15 km, 53º nella 30 km, 52º nella 50 km).

### Carriera nel biathlon
Dal 1988 si dedicò al biathlon; in Coppa del Mondo ottenne il primo risultato di rilievo il 19 gennaio 1989 a Borovec (61º) e l'unico podio il 26 gennaio 2002 ad Anterselva (3º).
Nella sua carriera da biatleta prese parte ad altre tre edizioni dei Giochi olimpici invernali, Albertville 1992 (33º nella sprint, 24º nell'individuale, 20º nella staffetta), Nagano 1998 (40º nella sprint, 25º nell'individuale, 12º nella staffetta) e Salt Lake City 2002 (59º nella sprint, 46º nell'inseguimento, 10º nella staffetta), e a sei dei Campionati mondiali (7º nella staffetta a Kontiolahti/Oslo 1999 e a Pokljuka 2001 i migliori piazzamenti).

### Carriera da allenatore
Dopo il ritiro è diventato allenatore dei biatleti nei quadri della nazionale slovena.

## Palmarès

### Biathlon

#### Coppa del Mondo
- Miglior piazzamento in classifica generale: 47º nel 1998
- 1 podio (a squadre[1]):
  - 1 terzo posto